# Franciszek Harłacz
Franciszek Harłacz (ur. 16 sierpnia 1924 w Leszczawce, zm. 3 lipca 2000 w Sanoku) – polski żołnierz, inżynier, pracownik przemysłu motoryzacyjnego związany z Sanokiem, działacz partyjny i społeczny.

## Życiorys

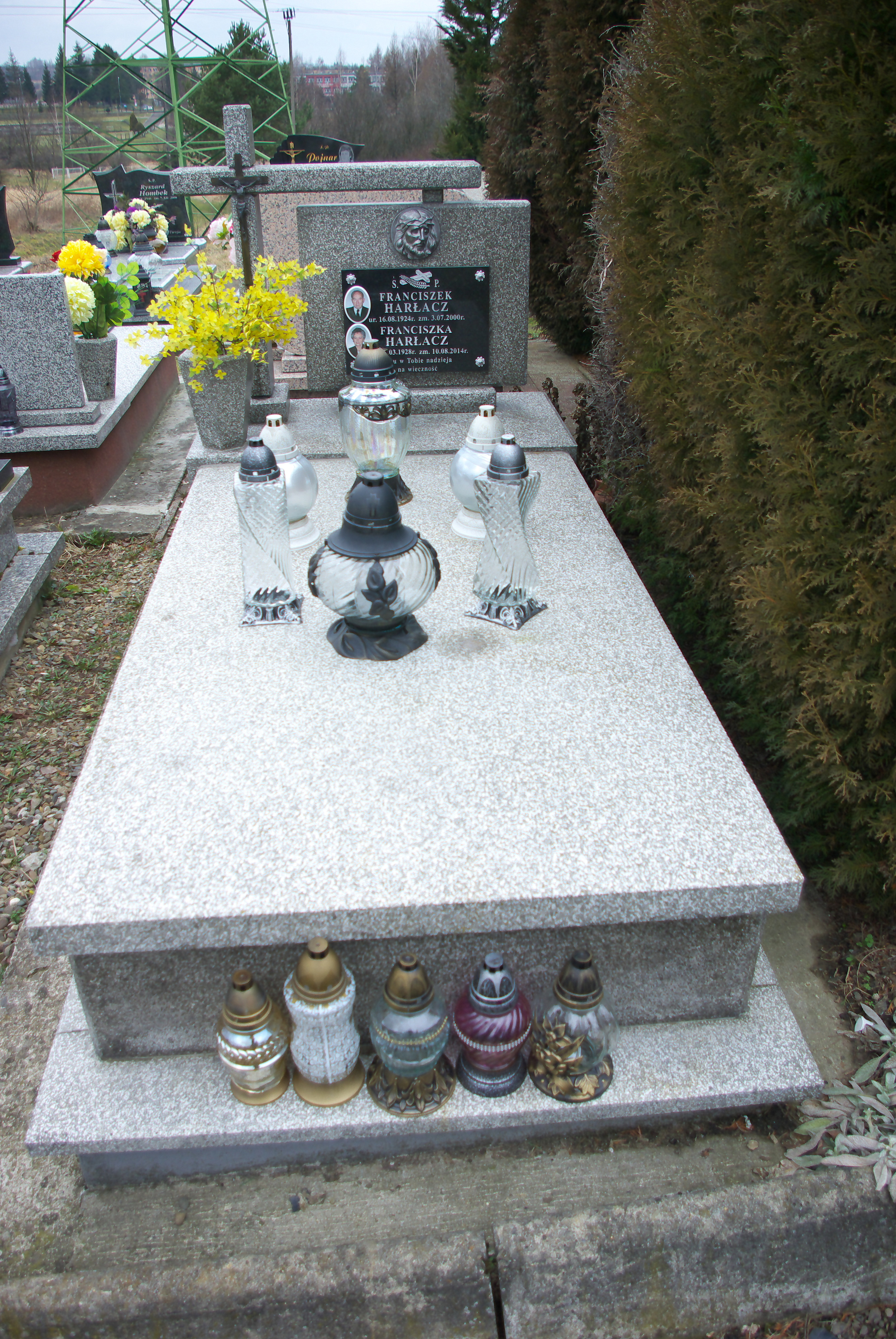
Nagrobek Franciszka i Franciszki Harłaczów

Urodził się 16 sierpnia 1924 Leszczawce koło Birczy jako syn Jana. Miał dwóch braci. Przed 1939 ukończył siedem klas szkoły powszechnej. Podczas II wojny światowej w trakcie okupacji niemieckiej działał w Przeworsku w spontanicznie prowadzonej organizacji skierowanej przeciw Niemcom. Wraz z towarzyszami został aresztowany i był osadzony na zamku w Rzeszowie, gdzie odzyskał wolność po nadejściu frontu wschodniego. Następnie wstąpił do 1 Armii Wojska Polskiego, w stopniu plutonowego służył w szeregach 14 Pułku Piechoty w składzie 6 Pomorskiej Dywizji Piechoty. Odbył szlak przez wyzwalanie warszawskiej Pragi, Bydgoszcz, brał udział w walkach o przełamanie Wału Pomorskiego, bitwie o Kołobrzeg, forsowaniu Odry oraz okrążeniu Berlina, marszu w kierunku rzeki Łaby. Koniec wojny zastał go niedaleko Spandau 3 maja 1945. Jego postawa w służbie artylerzysty została później opisana przez Alojzego Srogiego w książce pt. Na drodze stał Kołobrzeg. Wraz z nim w wojsku służyli wówczas jego znajomi, np. Emil Buras, Władysław Gąsiorowski.
Po wojnie w 1946 przez Żywiec i Kraków przybył do Sanoka. Nadal służąc w wojsku brał udział w akcjach wymierzonych w UPA. W Wojsku służył do 1947, po czym od 14 lipca tego roku pracował w fabryce Sanowag, później przekształconej w Sanocką Fabrykę Autobusów „Autosan”. Zaczynał jako robotnik na stanowisku pomocnika ślusarza, po roku został spawaczem i w tej funkcji pracował sześć lat. Pełnił funkcję I sekretarza Komitetu Zakładowego PZPR przez trzy lata, następnie pracował jako kierownik wydziałowej kontroli technicznej, zastępca szefa kontroli technicznej. Od 1953 podjął kształcenie szkolne. Ukończył wieczorową szkołę ogólnokształcącą dla pracujących w Sanoku, w 1957 zdał egzamin dojrzałości. Następnie kształcił się w Korespondencyjnym Technikum Mechanicznym w Rzeszowie. W 1968 ukończył studia w przyzakładowym punkcie konsultacyjnym Politechniki Śląskiej uzyskując tytuł inżyniera. W 1973 ukończył studia magisterskie. W kolejnych latach awansował na stanowiskach zakładowych. Pełnił stanowisko kierownika wydziałowej kontroli, szefa wydziału W-3, szefa postępu technicznego, kierownika nowych uruchomień, szefa produkcji. Później objął stanowiska zastępcy dyrektora ds. produkcji i zastępcy dyrektora ds. handlu i transportu. W 1979 obchodził jubileusz 35-lecia pracy w sanockiej fabryce. Na początku lat 80. był dyrektorem ds. handlu i transportu. W 1989 odszedł na emeryturę.
Był działaczem oddziału powiatowego w Sanoku Związku Bojowników o Wolność i Demokrację. 20 października 1968 wybrany zastępcą przewodniczącego zarządu oddziału w Sanoku, 23 maja 1971 ponownie wybrany wiceprezesem oddziału, 21 października 1973 wybrany wiceprezesem zarządu oddziału miejskiego w Sanoku (działającego od 1 stycznia 1973 wskutek przekształcenia oddziału powiatowego na podstawie zmian administracyjnych), 11 maja 1980 wybrany członkiem zarządu koła, ponownie 28 listopada 1982. W latach 70. pełnił funkcję przewodniczącego koła zakładowego ZBoWiD w fabryce Autosan, a ponadto zasiadał we władzach koła miejsko-gminnego i powiatowej ZBoWiD w Sanoku. Zasiadł w zarządzie Społecznego Komitetu Pomocy Szpitalowi w Sanoku. Zasiadał w Konferencji Samorządu Robotniczego w Sanoku. Działał w Lidze Obrony Kraju.
Franciszek Harłacz zmarł 3 lipca 2000. Jego żoną została Franciszka (1928-2014). Zamieszkiwali w Zahutyniu. Oboje zostali pochowani na Cmentarzu Posada w Sanoku. Mieli czworo dzieci: Teresa (ur. 1950, po mężu Lisowska, inżynier, radna Rady Miasta Sanoka), Marian, Jan (wszyscy troje także pracownicy Autosanu), Maria (nauczycielka).

## Odznaczenia i wyróżnienia
- Krzyż Kawalerski Orderu Odrodzenia Polski
- Order Sztandaru Pracy II klasy (1970)[24]
- Krzyż Walecznych
- Brązowy Medal Zasłużonym na Polu Chwały – dwukrotnie[1]
- Medal 30-lecia Polski Ludowej (1974)[25]
- Odznaka „Przodownik Pracy” (1953)[26]
- Medal za Długoletnie Pożycie Małżeńskie (1997)[27]
- Srebrna Odznaka „Zasłużony Działacz LOK” (1978)[28]
- Odznaka „Zasłużony dla Sanoka” (1978)[29]
- Medale pamiątkowe
- „Jubileuszowy Adres” (1984)[30]